# 水野忠誠
水野 忠誠（みずの ただのぶ）は、江戸時代末期の大名、老中。駿河国沼津藩第7代藩主。沼津藩水野家14代。

## 生涯
天保5年（1834年）7月25日生まれ。幼名は惣兵衛。岡崎藩主本多忠考の四男。沼津藩主水野忠寛の養子となり、忠寛の隠居にともない家督を相続し、老中に進む。幕府は第二次長州征討の総大将に尾張藩主徳川慶勝を任命したが、慶勝が固辞したため、忠誠が総大将に任命された。しかし、征討の準備中であった慶応2年（1866年）9月14日、忠誠は沼津城中で急死した（表向きには10月28日死去とされた）。跡を養子の忠敬が継いだ。

## 経歴
- 1834年（天保5年）：7月25日、生まれる。
- 1862年（文久2年）：水野家相続
- 1863年（文久3年）：奏者番兼寺社奉行（10月22日）
- 1864年（元治元年）：奏者番、寺社奉行免職（11月10日）
- 1866年（慶応2年）：老中（7月13日）、在職中死去（9月14日）

## 系譜
父母
- 本多忠考（実父）
- 歌橋氏 ー 側室（実母）
- 水野忠寛（養父）

養子
- 水野忠敬 ー 水野忠明の次男